# Kanato de Siberia
El Kanato de Siberia fue un kanato túrquico en la posteriormente Siberia rusa. 
A lo largo de su historia, los miembros de las dinastías Shibanida y Taibugida a menudo se disputaban entre sí el gobierno del Kanato; ambas tribus rivales eran descendientes patrilineales directos de Gengis Kan a través de su hijo mayor Jochi y del quinto hijo de Jochi Shayban (Shiban) (fallecido en 1266). La zona del Kanato había formado parte integrante del Imperio mongol, y más tarde quedó bajo el control de la Horda Blanca y la Horda de Oro den el periodo 1242-1502.
El kanato de Siberia contaba con una población étnicamente diversa de pueblos túrquicos - tártaros siberianos y varios pueblos urálicos, entre ellos el Khanty, el Mansi, Nenets y el Selkup. El janato de Sibir fue el estado musulmán más septentrional de la historia documentada. 
Su derrota a manos de Yermak Timofeyevich en 1582 marcó el inicio de la conquista rusa de Siberia.

## Historia

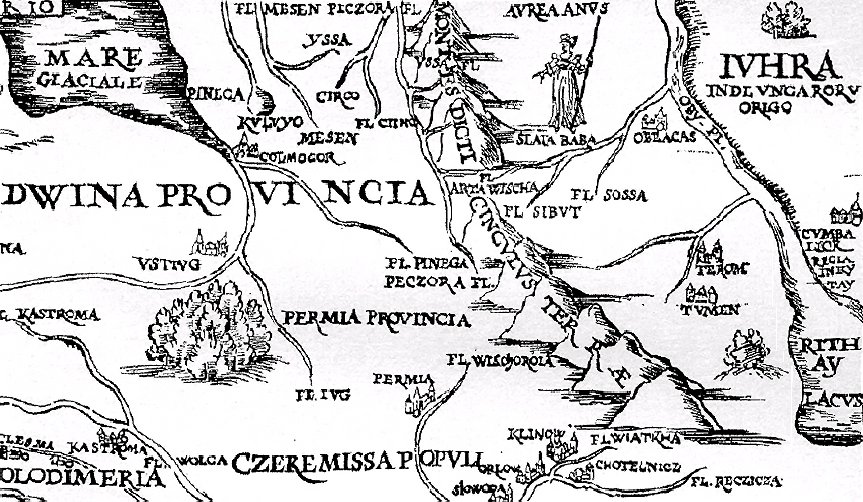
Tiumén en el mapa de Sigismund Herberstein, publicado en 1549.

La zona estaba habitada originalmente principalmente por pueblos samoyedos y ugrios. Históricamente, los ugrios o ugors eran los antepasados de los pueblos khanty y mansi del distrito autónomo khanty-mansi de Rusia. El nombre a veces también se utiliza en un contexto moderno como término genérico para estos dos pueblos, antiguamente llamados "finlandeses ugrios".
La historia del kanato empieza con el asentamiento de tribus turcomanas kirguisas bajo el liderazgo del kan Inal en las zonas orientales de lo que luego sería el kanato. Siberia pasaría a dominio del clan Jochi, y a través de ellos a la Horda de Oro.
El Kanato de Siberia fue fundado en el siglo XV, tras el derrumbamiento del Imperio de la Horda de Oro de la casa de los Jochi. La capital original de los kanes fue Chimguí-Turá (la actual Tiumén). Su territorio abarcaba del río Yeniséi a los Urales, y desde el océano Ártico a las estepas meridionales bañadas por el río Irtish y el Ishim.

### Independencia
Shiban Kan, hermano de Batu Kan, fue el primero, en los años 40 del siglo XIII en controlar este territorio dentro del Imperio de la Horda de Oro. En esta parte del imperio el poder se transfería de padre a hijo, de modo que con el ocaso de la Horda, los desdendientes de Shaybán y de otro lugarteniente de Gengis Kan, el kan On, se encontraron al mando de un kanato independiente.
El primer kan fue Taibuga, descendiente del kan On (muerto hacia 1450), que no era de la casa de Borjigin, el clan de Gengis Kan. Fue sucedido por su hijo Joja o Hoca, y este a su vez por su hijo Mar. La base de su comercio era la exportación de pieles hacia toda el Asia Central
El dominio taibúguida sobre la región entre el río Tobol y el curso medio del Irtysh no estaba sin disputa. Los shaybánidas, descendientes de Jochi, reclamaban frecuentemente el área como de su propiedad. Ibak Kan, un miembro de la rama más joven de la casa shaybánida, eliminó a Mar y puso sitio a Chimgi-Tura. El nieto de Mar, Muhammad, derrotó desde los territorios orientales cerca del Irtysh a Ibak en batalla en 1493, con lo que restauró la dinastía Taibúguida. Muhammad desplazó la capitalidad a Kashlyk (Qashliq) (también llamada Iskar o Sibir), a orillas del Irtysh.

### Relaciones con Moscú
La conquista rusa de Kazán, en 1552, forzó a Yadigar, kan taibúguida de Siberia, a buscar relaciones amistosas con Moscú. Envía en 1555 emisarios a la nueva potencia pidiendo protección, ya que de otro modo el enfrentamiento era inevitable. También debía temer las invasiones periódicas de los pueblos túrquicos, kazajos y kirguises. Este kan sería depuesto por el nieto de Ibak, Kuchum, tras varios años de luchas (1556-1563). En 1571, se niega a pagar tributo a Rusia, aliándose con el Kanato de Crimea.
Kuchum intentó acometer varias reformas, como convertir a los tártaros siberianos, principalmente chamanistas, al islam. Así le pide al kan de Bujará, Abdullah, que envíe religiosos musulmanes a Iskar. Con este cambio, que lograra imponer en masa en las ciudades pero apenas en los ríos Irtysh y Obi, o en el Altái, se inicia la apertura de escuelas, enalzando la escolarización.

### Los Stróganov

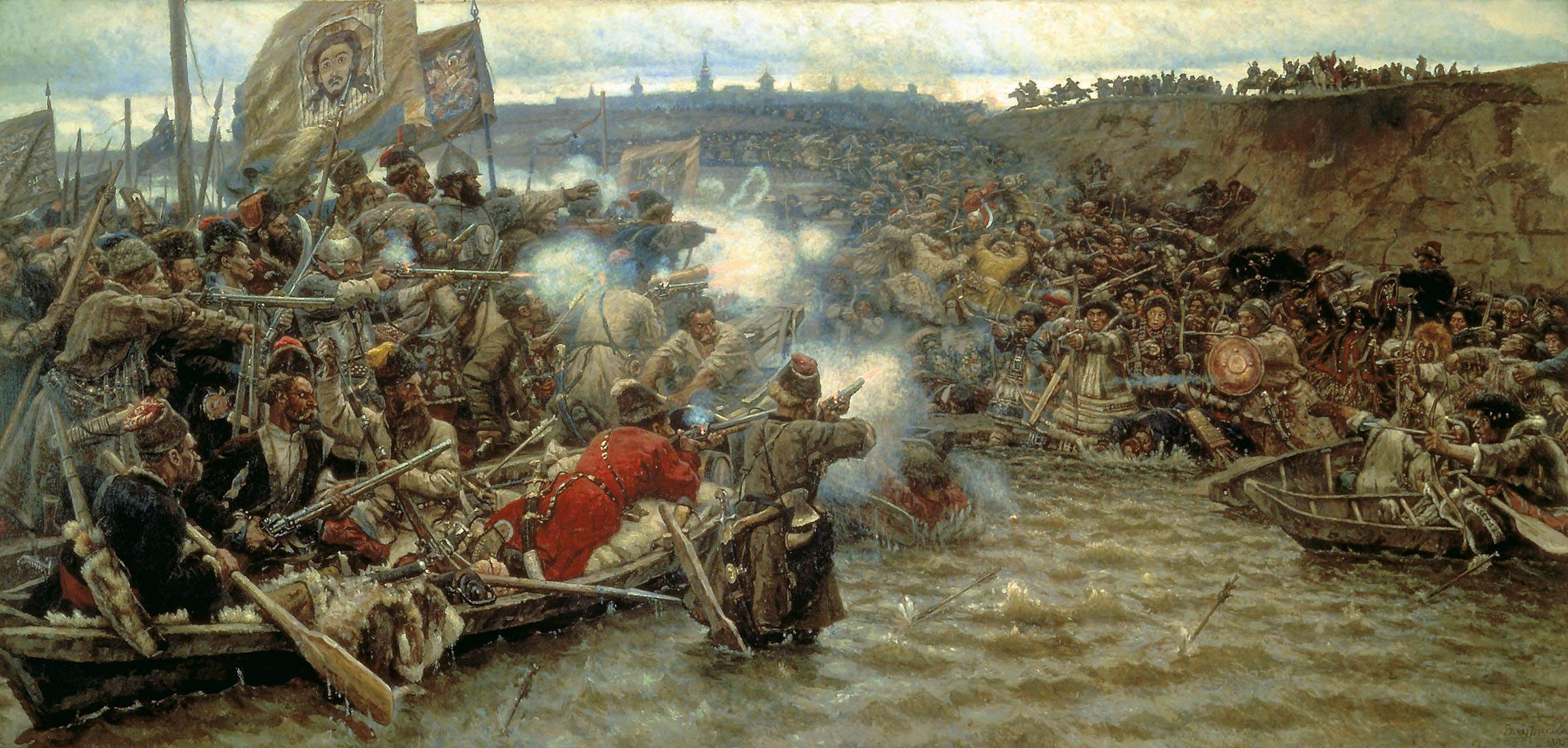
Vasili Súrikov: La conquista de Siberia por Yermak.

Los Stróganov, que habían conquistado la zona entre el río Chusovaya y los Urales, montando el sistema de defensa y fortalezas, llegaron a la zona. Kuchum, viendo la amenaza que esos preparativos consistían para su gobierno, atacó a los puestos comerciales de los Stróganov en la zona, lo que condujo a la construcción de fortificaciones en los ríos Tahchi y Tagil, y la formación de unidades mercenarias compuestas por nativos de la zona y por cosacos, como la expedición del cosaco Yermak Timoféyevich contra el kanato.

### La primera conquista de  Siberia
El cuerpo de expedición ruso estaba compuesto principalmente por cosacos. Ellos se encontraban encuadrados en la fuerza de los Stróganov que provenían de las tierras del curso bajo del río Don y se auto abastecían mediante la rapiña a las caravanas y a las tierras cercanas a su campamento. Derrotados y dispersos a mitades del siglo XVI vagaban algunos centenares por la estepa rusa hasta el valle del Kumá, afluente del río Konda, donde se preparaba la vanguardia rusa. Al frente de ellos se encontraba Yermak. 
Las tropas de Yermak empezaron sus razzias atravesando los Urales para llegar a las ciudades principales, siguiendo el curso de los ríos de Siberia. Armados con fusiles, los 5000 hombres, incursionaron en el kanato en 1578, 1579, y 1580. En esta última ocasión se llegó a la ciudad de Chimgi-Turá, la antigua capital, donde, sorprendido por el invierno, monta su campamento. El kan Kuchum decide entonces atacar a las tropas enemigas ya que se encuentran lejos de las fortificaciones del Kuma.

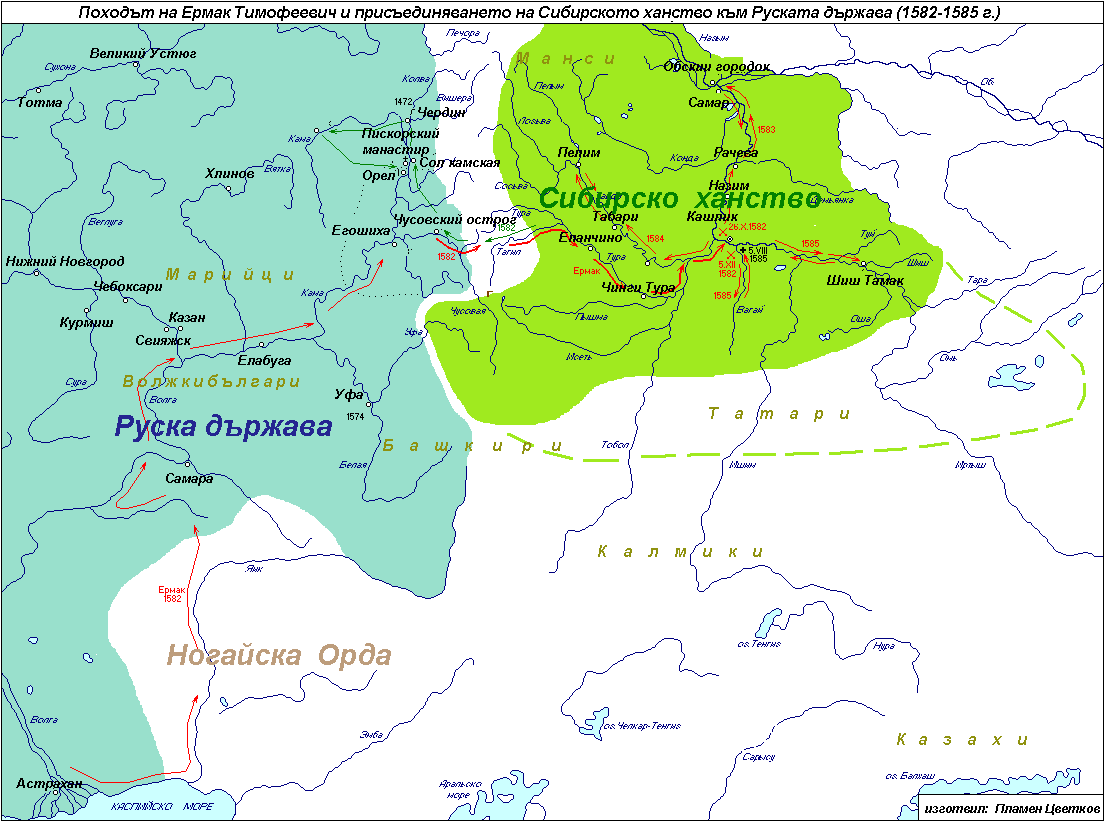
Mapa que muestra las batallas entre Rusia y el Kanato de Siberia (en búlgaro).

Se encuentran a finales de primavera de 1581, cerca del pueblo de Baba Hasar, durando la batalla cinco días durante los cuales los ejércitos del kanato, en superioridad numérica pero mal armado, es derrotado por Yermak. Kuchum intentaría en dos ocasiones más impedir el paso de los cosacos hacia la capital, que entre tanto habían visto descendido sus números a 550 hombres, aunque de manera infructuosa (pese a haberse hecho con dos piezas de artillería -no tenían personal capacitado para utilizarlas). Grupos de janty combatieron también a las tropas, pero la ausencia de coordinación con el ejército del kanato hizo que tuvieran que volver a sus tierras de origen. Tras la batalla de Chuvash, Kuchum huye de la capital el 25 de octubre de 1582, y al día después los cosacos entran en Iskar.
Viendo que tenía muy pocos hombres, Yermak solicita al zar Iván el Terrible el poder administrar la región por cuenta del zar, pidiendo perdón por los crímenes cometidos como jefe de los cosacos en las llanuras del Don. Iván IV accede y manda hacer sonar todas las campanas de Moscú para celebrar la nueva anexión.

### La resistencia tártara y la independencia de Rusia
Las tropas de Yermak, que hasta ese momento no habían sido derrotadas, no estaban todavía en situación de controlar el territorio, aparte de los alrededores de Isker. Las tribus tártaras, partidarias del soberano depuesto empezaron a reorganizarse en torno a la figura del hermano de este, Muhammed Kul, quien inició una guerrilla sanguinaria contra las tropas de ocupación, rechazando el encontrarse en campo abierto pero haciendo incursiones continuas en la ciudad controlada por los cosacos. Tal situación se mantuvo hasta que un tártaro deseoso de agradar a Yermak le reveló el lugar donde se escondía Muhammed Kul, permitiendo su captura e infligiendo un fuerte golpe a la resistencia.
Después de tales acontecimientos, el kan Kuchum fue abandonado por muchas tribus bárbaras, apoyando en su lugar a Bekbulat, sobrino de Yadigar. Las dos facciones iniciaron una cruenta lucha entre ellas, permitiendo a los cosacos mantener sus propias posiciones hasta la llegada de refuerzos rusos en noviembre de 1583.
A pesar de los nuevos soldados, las situación deviene crítica a causa de un fuerte ataque del autoproclamado kan de Sibir Bekbulat a la ciudad de Isker, rechazado con gran dificultad por las tropas rusas. En marzo de 1584, la guerra causó hambrunas en la ciudad y epidemias entre los soldados. En agosto de ese año, Yermak, al efectuar con algunos cosacos una partida fuera de la ciudad, fue asesinado por las tropas de Kuchum.
Al enterarse del acontecimiento, Glújov, gobernador de Sibir nombrado por el zar, no estima oportuno el conservar la ciudad de Isker, que se encontraba defendida por un reducido contingente compuesto por 150 hombres entre rusos y cosacos. El 15 de agosto se decide la retirada del kanato. La capital fue reocupada pocas horas después por las tropas de Bekbulat, guiadas por su hijo Seyyid Ak.

### El fin del kanato
Entretanto, un contingente formado por un centenar de hombres entraba por el norte sometiendo, en el curso alto del Irtysh a la tribu de los janty, sin pretender todavía reconquistar el kanato. Enterado de que Isker había sido abandonada por los rusos, el zar se apresuró a formar un nutrido ejército para reconquistar la región, utilizando una táctica diferente. Los soldados rusos, avanzaron hasta el río Turá sin encontrar resistencia, fundando cerca de la antigua capital del kanato, Chimki-Turá, la ciudad fortificada de Tiumén, destinada a ser una cabeza de puente en el corazón del territorio enemigo. En 1587, un nuevo grupo de soldados llega a la ciudad. Aquí empieza la conquista definitiva de la región, que se prolongará hasta 1598 a causa de la guerrilla comandada por el anciano kan Kuchum. Obligado en aquel año a presentar batalla en campo abierto cerca del río Obi, las tropas del kanato fueron derrotadas definitivamente, y el kan forzado a retirarse hacia las tierras de la Horda de Nogai (Kuchum moriría hacia 1600), acabando el kanato y pasando las tierras al control del Zarato ruso.

## Lista de kanes
Las dinastías Shibanida y Taibugida se disputaban frecuentemente el poder en el Kanato de Siberia a través de varios medios:
- Reclamaciones dinásticas: Los Shibanidas basaban su legitimidad en su descendencia directa de Gengis Kan, mientras que los Taibugidas, aunque no pertenecían al clan Borjigin, controlaban efectivamente el territorio.
- Conflictos armados: Ambas dinastías se enfrentaban en batallas por el control del kanato. Por ejemplo, Ibak Kan, un Shibanida, eliminó al gobernante Taibugida Mar y sitió Chimgi-Tura.
- Contraataques y restauraciones: Los Taibugidas lograban recuperar el poder mediante contraofensivas. Muhammad, nieto de Mar, derrotó a Ibak en batalla en 1493, restaurando así la dinastía Taibugida.
- Cambios de capital: Los Taibugidas trasladaron la capital de Chimgi-Tura a Kashlyk (también llamada Iskar o Sibir) en 1493, posiblemente para consolidar su poder.
- Alianzas externas: Algunas veces, las dinastías buscaban apoyo externo. Por ejemplo, el Taibugida Yadigar buscó la protección de Moscú en 1555, mientras que el Shibanida Kuchum se alió con el Kanato de Crimea en 1571.

### Lista de kanes taibugidas
1. On
2. Taibugha
3. Khoja
4. Mar (asesinado por Ibak)
5. Obder (quizás murió como prisionero de Ibak)
6. Makhmet/Mamuq (asesinó a Ibak)
7. Abalak (hijo de Obder)
8. Aguish
9. Kasim (hijo de Makhmet)
10. Yadiger (asesinado por Kuchum)
11. Bekbulat (hermano de Yadiger y posiblemente co-regente)
12. Seid Akhmat (reocupó Sibir después de la muerte de Yermak, capturada por el Zarato de Rusia en 1588).

### Lista de kanes shibanidas
1. Ibak Kan
2. Murtaza Kan
3. Kuchum Kan
4. Ali, hijo de Kuchum (trató de reocupar Sibir después de la muerte de Yermak),
5. Ishim (¿Asim?) hijo de Kuchum (se casó con una kalmyk y se estableció en su territorio en 1620)

## Cultura
El Islam era la religión profesada del Kanato de Siberia; era la religión del Khan gobernante de Tiumén y Siberia (Sibir). Se construyeron Grandes mezquitas, palacios y murallas fortificadas por la clase gobernante tanto en Tyumen como en Sibir.
El Islam era profesado no sólo por el Khan sino también por los Mirzas, que a menudo eran educados en famosos centros islámicos de Asia Central como Bujará y Samarcanda. Sin embargo, el chamanismo y otras creencias tradicionales eran practicadas por gran parte de las masas. Algunos grupos practicaban una forma de Islam que incorporaba elementos del chamanismo.
Se sabe que los principales Imanes y Muftis del Kanato de Sibir tuvieron cierta influencia en Kazán y Samarcanda. El Kanato de Sibir fue el estado musulmán más septentrional de la historia documentada.
El Kanato de Siberia tenía amplias conexiones comerciales con Asia Central y el Kanato de Kazán.